# Ford Falcon (Ameryka Północna)
Ford Falcon – samochód osobowy klasy średniej produkowany pod amerykańską marką Ford w latach 1959–1970.

## Pierwsza generacja

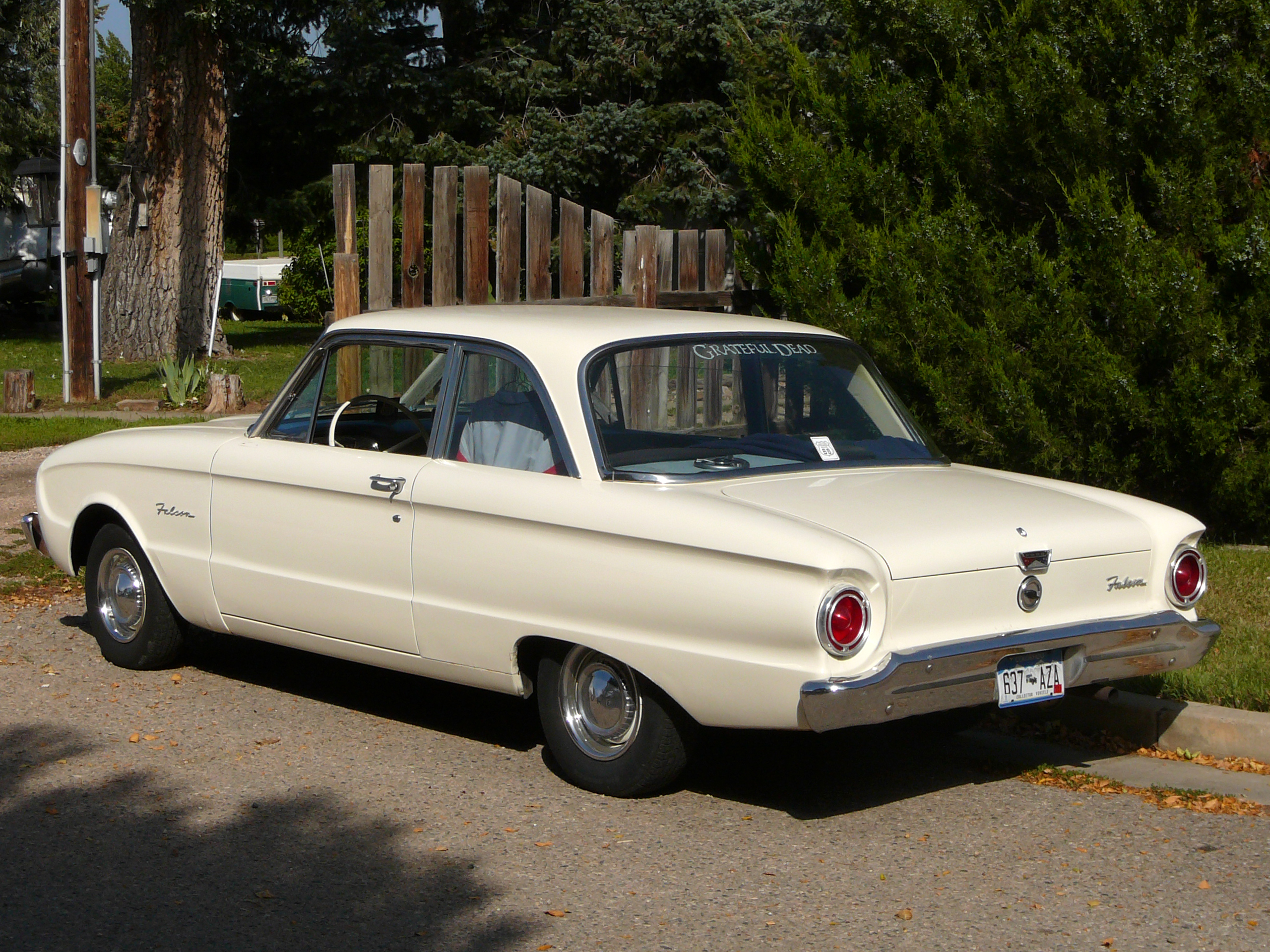
Ford Falcon I - tył

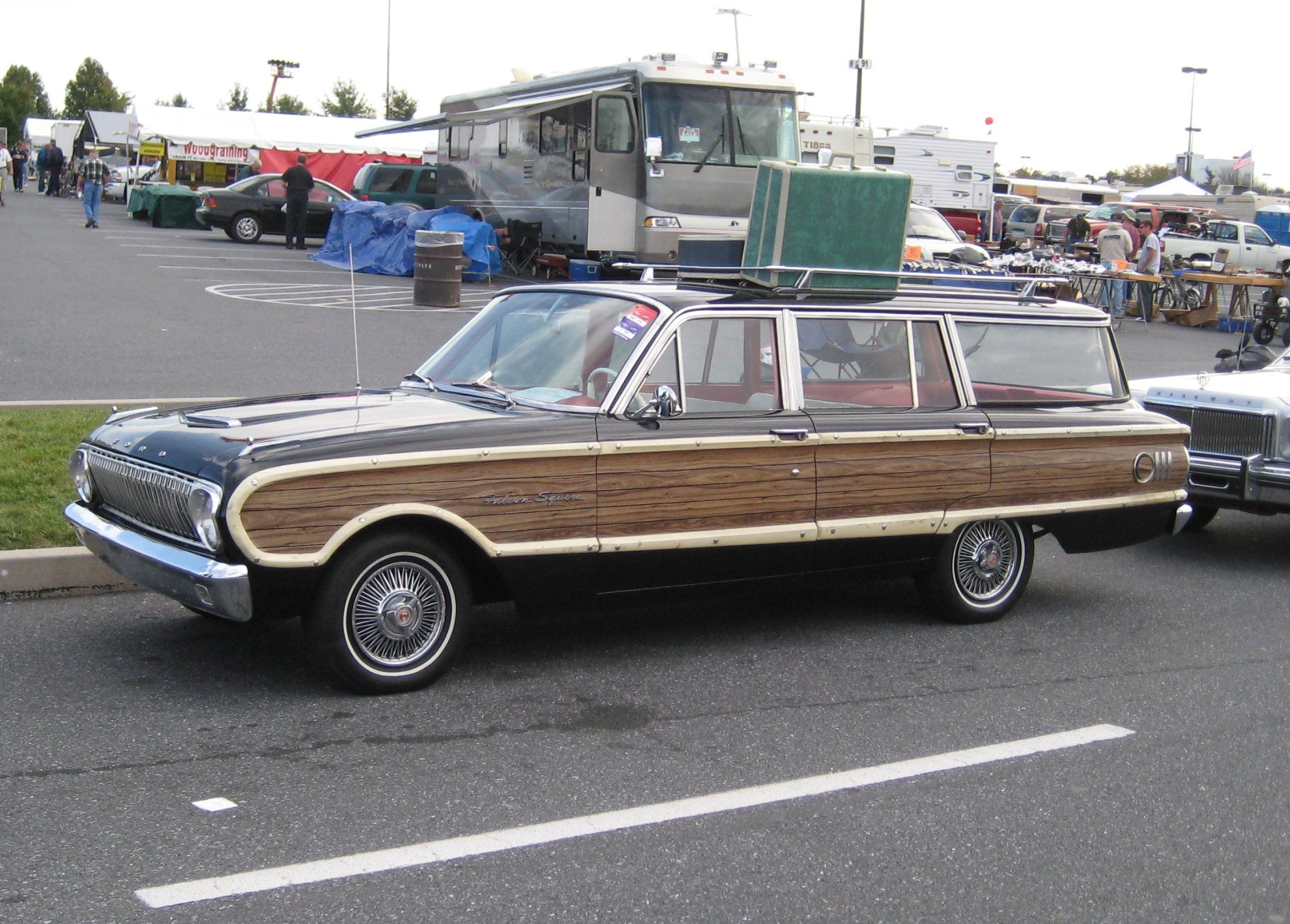
Ford Falcon I Kombi

Ford Falcon I został zaprezentowany po raz pierwszy w 1959 roku.
Północnoamerykański oddział Forda zdecydował się poszerzyć pod koniec lat 50. XX wieku swoje lokalne portfolio o model klasy średniej konkurujący z podobnej wielkości konstrukcjami modeli General Motors i Chryslera. Jako bazowe źródło napędu wykorzystywano silnik benzynowy R6 o pojemności 2,4 l i mocy maksymalnej 86 KM (64 kW) przy 4200 obr./min. i maksymalnym momencie obrotowym 187 Nm przy 2000 obr./min. zblokowany z 3-biegową manualną skrzynią biegów. Opcjonalnie dostępny był 2-biegowy automat Ford-O-Matic. Napęd przenoszony był na oś tylną. 
Jeszcze w 1960 wprowadzono bliźniaczy model mod marką Mercury - Comet. W roku 1961 wprowadzono nowy silnik R6 2.8 o mocy maksymalnej 102 KM (75 kW) przy 4400 obr./min. i momencie obrotowym 212 Nm przy 2200 obr./min.. Od rocznika 1963 dostępny był silnik V8 Windsor 4.3 o mocy maksymalnej 166 KM (122 kW) przy 4400 obr./min. i momencie obrotowym 350 Nm przy 2200 obr./min. zblokowany z 4-biegową manualną skrzynią biegów.

### Silniki
- L6 2.4l Mileage Maker
- L6 2.8l Mileage Maker
- V8 4.3l

## Druga generacja

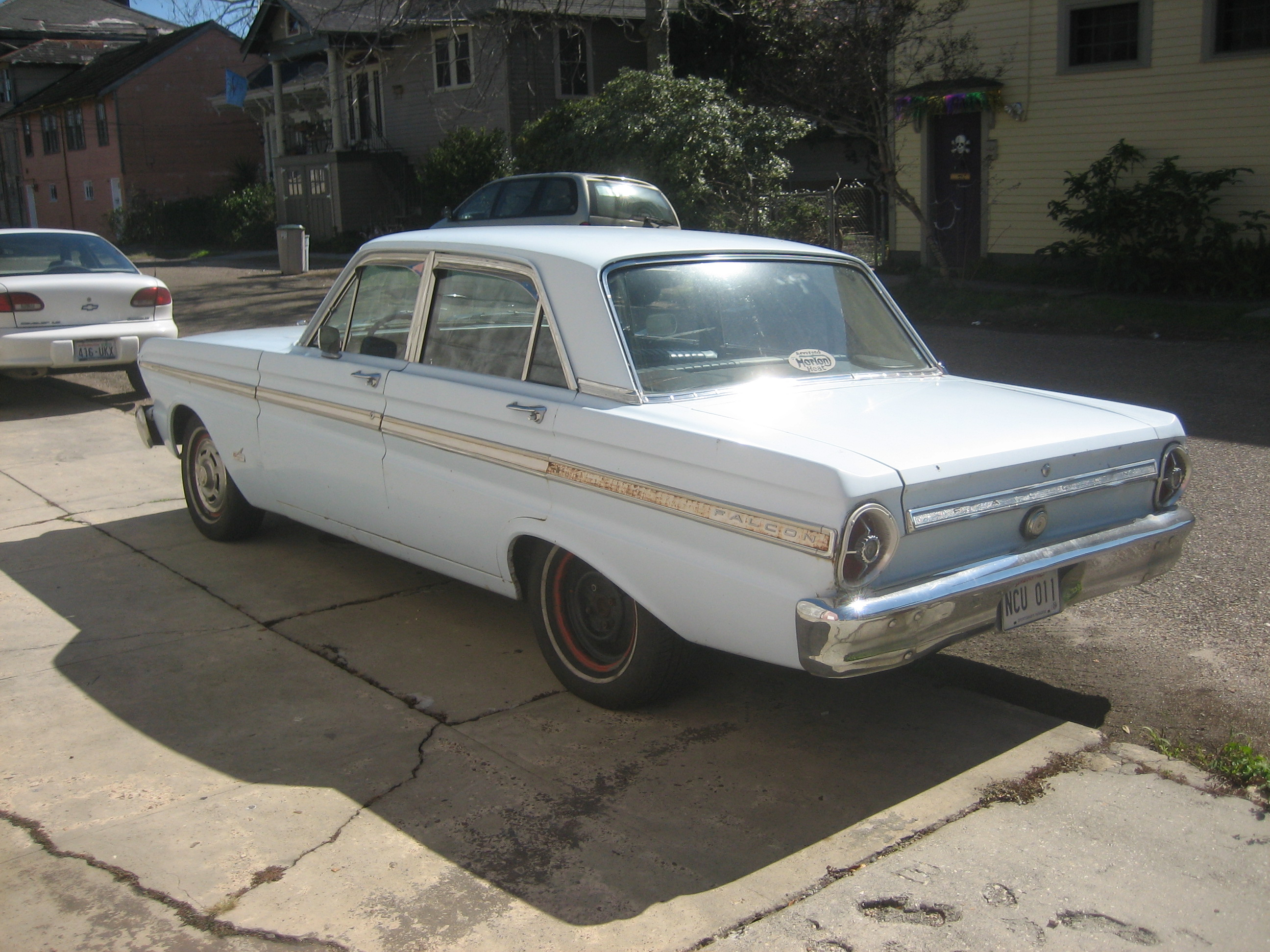
Ford Falcon II - tył

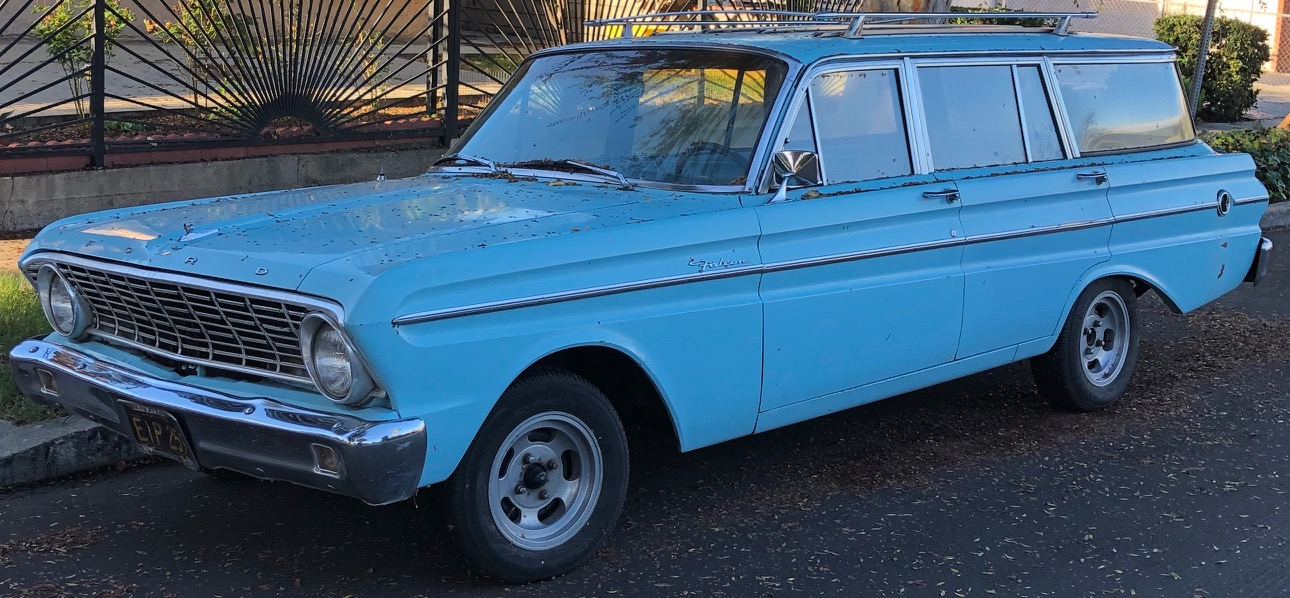
Ford Falcon II Kombi

Ford Falcon II został zaprezentowany po raz pierwszy w 1963 roku.
Druga generacja Falcona przeszła ewolucyjny kierunek zmian w stosunku do poprzednika. Cechowała się nowym nadwoziem o ostrzejszych liniach. W tym samym czasie Ford wprowadził na rynek nowy model, Mustang, który w dużej mierze opierał się na Falconie. Od 1965 roku pojazdy dostępne były opcjonalnie z 3-biegowym automatem Cruise-O-Matic. Oprócz silników znanych z poprzedniej generacji dostępne były także: R6 3.3 o mocy 118 KM (87 kW) i momencie 237 Nm oraz V8 4.7 o mocy 203 KM (149 kW) i momencie obrotowym 382 Nm.

### Silniki
- L6 2.4l Thriftpower
- L6 2.8l Thriftpower
- L6 3.3l Thriftpower
- V8 4.3l Windsor
- V8 4.7l Windsor

## Trzecia generacja

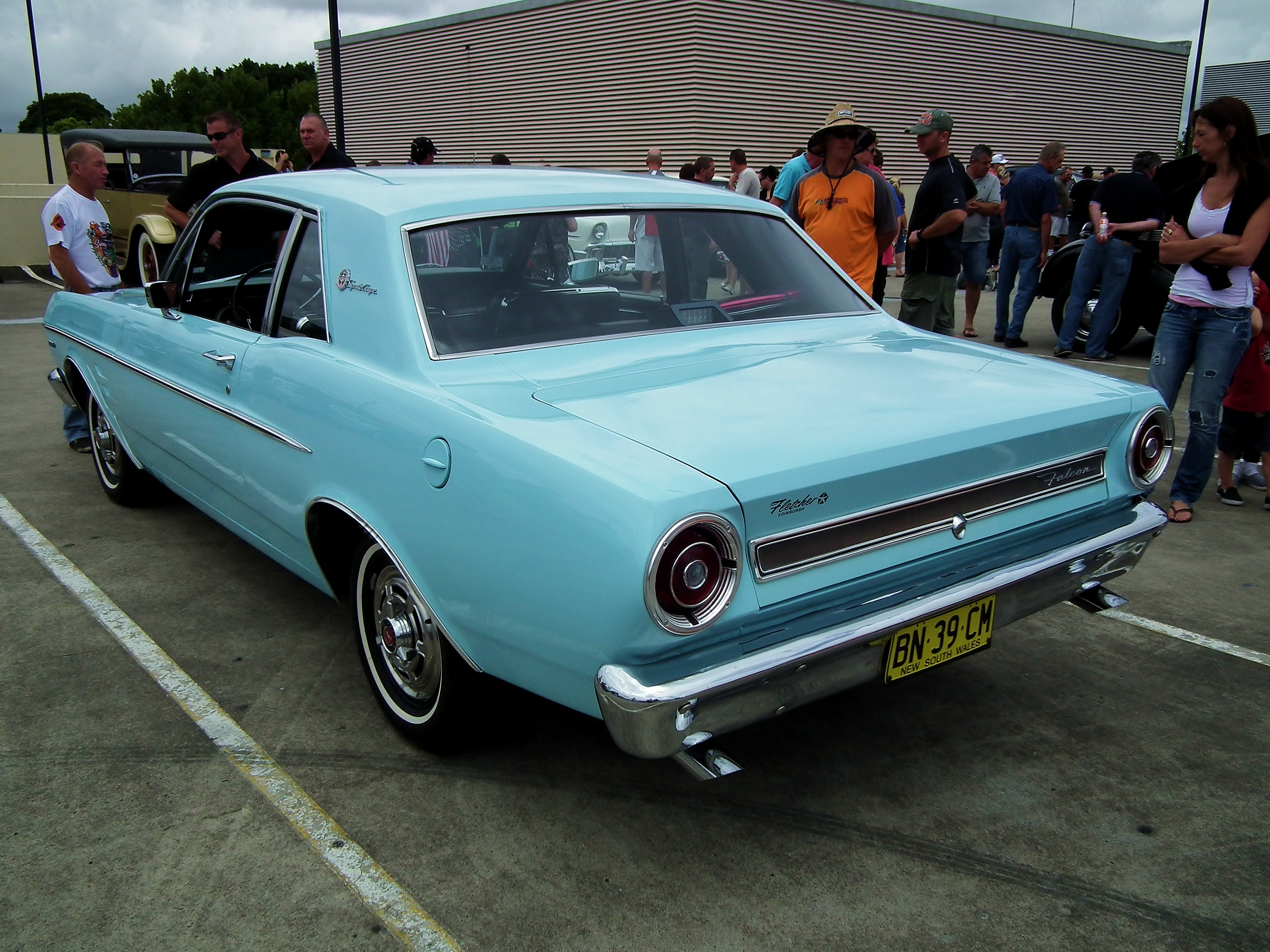
Ford Falcon III - tył

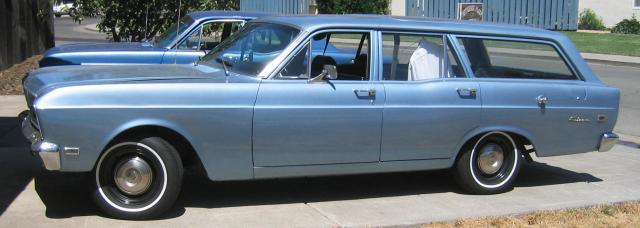
Ford Falcon III Kombi

Ford Falcon III został zaprezentowany po raz pierwszy w 1965 roku.
Trzecia i zarazem ostatnia generacja północnoamerykańskiego Falcona trafiła do sprzedaży na przełomie 1965 i 1966 roku. Samochód przeszedł ewolucyjny kierunek zmian pod kątem wyglądu. Cechował się nowym nurtem stylistycznym znanym z modelu Mustanga - krótki tył, długa maska. Przód ponownie zdobiła chromowana atrapa chłodnicy i okrągłe reflektory. Długość nadwozia wynosiła 4686 mm, rozstaw osi zaś 2819 mm. Do gamy jednostek napędowych dołączył silnik V8 4.9 o mocy 233 KM (172 kW) i maksymalnym momencie obrotowym 420 Nm.

### Silniki
- L6 2.4l Thriftpower
- L6 2.8l Thriftpower
- L6 3.3l Thriftpower
- V8 4.3l Windsor
- V8 4.7l Windsor
- V8 4.9l Windsor